# Пулхак, Кристьян
Корне́лиу Кристья́н Пу́лхак (рум. Corneliu Cristian Pulhac; 17 августа 1984, Яссы, Румыния) — румынский футболист, левый защитник или левый полузащитник. Выступал в сборной Румынии.

## Биография
В апреле 2007 года интерес к нему проявлял «Мидлсбро». В августе 2010 года перешёл на правах аренды в «Эркулес» из Аликанте до конца сезона с правом последующего выкупа контракта футболиста. Дебютировал 27 октября 2010 года в 1-м матче 4-го тура Кубка Испании против «Малаги». Матч завершился со счётом 0:0.
Кристьян Пулхак трижды становился чемпионом Румынии в составе «Динамо» из Бухареста.